# Championnat d'Irlande de football 1962-1963
Navigation
Édition précédente Édition suivante
Le Championnat d'Irlande de football en 1962-1963. Dundalk FC remporte pour la deuxième fois le titre (son premier titre de champion remontait à 1933).
Le championnat repasse à 10 club avec le retrait de Sligo et de Transport

## Les 10 clubs participants
- Bohemian Football Club
- Cork Celtic Football Club
- Cork Hibernians Football Club
- Drumcondra Football Club
- Dundalk Football Club
- Limerick Football Club
- St. Patrick's Athletic Football Club
- Shamrock Rovers Football Club
- Shelbourne Football Club
- Waterford United Football Club

## Classement
| Place | Club                      | Points | Victoires | Nuls | Défaites | Buts pour | Buts contre | Différence |
| ----- | ------------------------- | ------ | --------- | ---- | -------- | --------- | ----------- | ---------- |
| 1er   | Dundalk FC                | 24     | 9         | 6    | 3        | 39        | 23          | +16        |
| 2e    | Waterford United          | 23     | 10        | 3    | 5        | 50        | 37          | +13        |
| 3e    | Drumcondra FC             | 23     | 10        | 3    | 5        | 33        | 27          | +6         |
| 4e    | Cork Celtic FC            | 21     | 6         | 9    | 3        | 33        | 22          | +11        |
| 5e    | Shamrock Rovers           | 19     | 7         | 5    | 6        | 36        | 25          | +11        |
| 6e    | Cork Hibernians           | 18     | 7         | 4    | 7        | 22        | 25          | -3         |
| 7e    | Shelbourne FC             | 18     | 7         | 4    | 7        | 29        | 35          | -6         |
| 8e    | Limerick FC               | 13     | 5         | 3    | 10       | 22        | 30          | -8         |
| 9e    | St. Patrick's Athletic FC | 13     | 4         | 5    | 9        | 23        | 47          | -24        |
| 10e   | Bohemians FC              | 8      | 1         | 6    | 11       | 19        | 35          | -26        |

## Source
- (en) Alex Graham, Football in the Republic of Ireland : a Statistical Record 1921–2005, Soccer Books Ltd, novembre 2005, 142 p. (ISBN 978-1862231351).